# Woman Walks Ahead
Woman Walks Ahead is een Amerikaanse film uit 2017, geregisseerd door Susanna White.

## Verhaal
Catherine Weldon, een Zwitsers-Amerikaanse portretschilder, reist in de jaren 1890 van Brooklyn naar het Dakota-territorium om een portret van Sitting Bull te schilderen en raakt verwikkeld in de strijd van de Lakota-volkeren over de rechten op hun land.

## Rolverdeling
| Acteur           | Personage                      |
| ---------------- | ------------------------------ |
| Jessica Chastain | Catherine Weldon               |
| Michael Greyeyes | Sitting Bull                   |
| Sam Rockwell     | Kolonel Silas Grove            |
| Ciarán Hinds     | James McLaughlin, Indian agent |
| Michael Nouri    | Karl Valentine                 |
| Chaske Spencer   | Chaska                         |
| Bill Camp        | Generaal Crook                 |

## Productie
Woman Walks Ahead ging op 10 september 2017 in première op het internationaal filmfestival van Toronto. De film kreeg gemengde kritieken van de filmcritici, met een score van 60% op Rotten Tomatoes, gebaseerd op 45 recensies. De film werd uitgebracht via DirecTV Cinema op 31 mei 2018, alvorens beperkt in de bioscopen te worden uitgebracht op 29 juni 2018.
De film is gebaseerd op het boek Woman Walking Ahead: In Search of Catherine Weldon and Sitting Bull van Eileen Pollack uit 2002, maar strookt niet helemaal met de ware feiten.